# Eduard Giese
Eduard Giese (* 17. März 1848 in Gotha; † 16. September 1916 in Oschatz) war ein deutscher Richter. Er saß im Reichstag (Deutsches Kaiserreich).

## Leben
Giese besuchte das Ernestinum Gotha. Er studierte Rechtswissenschaften auf den Universitäten in Jena und Leipzig und war danach Referendar Dresden, Lengenfeld, Grimma und Leipzig. 1879 wurde er erst Assessor in Sebnitz und vom 1. Oktober 1879 an Amtsrichter. Ab 1887 war er Oberamtsrichter in Oschatz, seit 1902 Oberjustizrat und seit 1910. Weiter war er Mitglied des Kirchenvorstandes in Oschatz und mehrerer sonstiger öffentlicher Vereinigungen.
Giese war Mitglied des Reichstags für den 11. sächsischen Wahlkreis vom Oktober 1889 bis 1893 und von 1907 bis 1916. 

## Ehrungen
- Geheimer Justizrat (1910)
- Zivilverdienstorden (Sachsen), Ritterkreuz I. Klasse
- Albrechts-Orden, Offizierskreuz
- Roter Adlerorden III. Klasse